# 埃德尔河畔拉沙佩勒
埃德尔河畔拉沙佩勒（法語：La Chapelle-sur-Erdre，發音：[la ʃapɛl syʁ ɛʁdʁ] ⓘ）是法国大西洋卢瓦尔省的一个市镇，位于该省中部，属于南特区和南特都会区，其市镇面积为33.42平方公里，2022年1月1日时人口数量为20,483人。
埃德尔河畔拉沙佩勒是南特都会区的组成部分，位于南特市区北部并与其相邻。

## 行政
埃德尔河畔拉沙佩勒的邮政编码为44240，INSEE市镇编码为44035。

## 地理

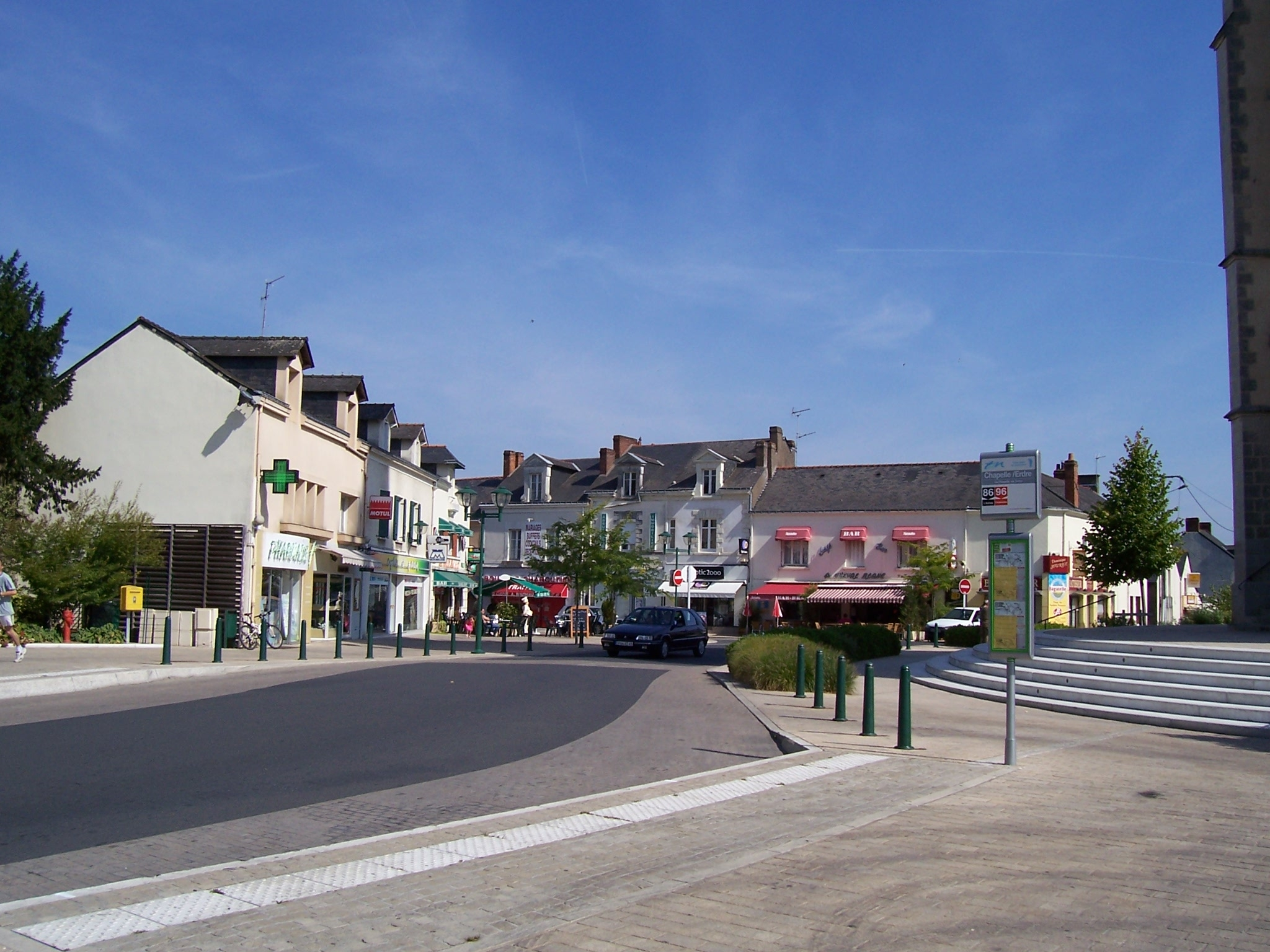
埃德尔河畔拉沙佩勒镇中心的教堂广场

埃德尔河畔拉沙佩勒（47°17'56"N, 1°33'10"W）位于法国西北部，卢瓦尔河地区大区西部和大西洋卢瓦尔省中部，距离南特市中心（商业广场）大约8公里。
与埃德尔河畔拉沙佩勒接壤的市镇包括：埃德尔河畔叙塞、卡尔克富、格朗尚德方丹、南特、特雷利耶尔。
埃德尔河畔拉沙佩勒位于埃德尔河的右岸。境内地势平坦，海拔在1至57米之间。
按照柯本气候分类法，埃德尔河畔拉沙佩勒属于较为典型的温带海洋性气候，全年温差较小，降水分布均匀。

## 历史
埃德尔河畔拉沙佩勒历史上长期为一个普通村落，法国大革命期间当地曾出现了一处武器工厂。二战后逐渐发展成为南特北部的一个卫星城。

## 交通
南特—沙托布里扬的Tram-train经过境内并设有4个车站。
法国国家A11号高速公路经过境内南部并设25号出入口，省道D39线、D39A线、D69线和D75线在埃德尔河畔拉沙佩勒镇中心交汇，省道D49线经过境内北侧。南特公交66路、86路和96路经过埃德尔河畔拉沙佩勒境内并设有站点。

## 人口
| 年份   | 1936  | 1946  | 1954  | 1962  | 1968  | 1975  | 1982   | 1990   | 1999   | 2006   | 2011   | 2016   | 2018   |
| ------ | ----- | ----- | ----- | ----- | ----- | ----- | ------ | ------ | ------ | ------ | ------ | ------ | ------ |
| 人口數 | 2,090 | 2,128 | 2,322 | 2,525 | 2,878 | 5,858 | 12,246 | 14,830 | 16,387 | 16,660 | 17,443 | 19,348 | 19,526 |

## 友好城市
- 波蘭 贝哈瓦
- 羅馬尼亞 扬卡